# Marvelise
Marvelise é uma comuna francesa na região administrativa de Borgonha-Franco-Condado, no departamento de Doubs. Estende-se por uma área de 4,21 km². Em 2010 a comuna tinha 165 habitantes (densidade: 39,2 hab./km²).